# Garo (langue)
Pour les articles homonymes, voir Garo et grt.
 (février 2019).
Si vous disposez d'ouvrages ou d'articles de référence ou si vous connaissez des sites web de qualité traitant du thème abordé ici, merci de compléter l'article en donnant les références utiles à sa vérifiabilité et en les liant à la section « Notes et références ».
La langue garo, également connue sous son nom local a·chik, est la langue de la majorité de la population vivant dans les districts des montagnes Garo dans l’État indien du Meghalaya. La langue est également utilisée dans les districts de Kamrup, Dhubri, Goalpara et Darrang de l’état indien de l’Assam, ainsi que dans le Bangladesh voisin. Le garo s’écrit dans l’alphasyllabaire bengali ainsi que dans l’alphabet latin. Il est linguistiquement proche du bodo, la langue des communautés dominantes de l’État voisin de l’Assam.

## Dialectes
Les dialectes incluent l’a·being (or am·being), l’a·chick (a·chik), l’atong, l’a·we, le chisak, le duwal, le dacca, le ganching, le kamrup, le matchi. Le dialecte a·chik prédomine parmi plusieurs autres mutuellement intelligibles.
Les dialectes am·being au Bangladesh et atong ne sont pas facilement intelligibles avec les autres dialectes du garo et sont considérés comme des langues séparées. En Inde toutefois, le « langue » est réservé aux variétés parlées officiellement reconnues, et l’Inde mentionne l’atong comme un « dialecte », utilisé pour toutes les variétés non officielles. La liste des « dialectes du garo est basée sur la liste des sous-groupes ethniques qui partagent les mêmes noms de clans. Il n’y a pas de frontière franche entre des « dialectes » différents et tous ne sont pas mutuellement intelligibles. Cependant les groupes ethniques parlant ces différents dialectes sont fortement liés par les mariages intercommunautaires et partagent de nombreux traits culturels.
Le statut de ceux que les Garos appellent les Megams est ambigu. Les locuteurs du megam appellent leur propre langue lyngam ou lyngngam [ləŋam]. Le lyngam est au point de vue linguistique une langue austroasiatique fortement liée aux autres langues khasi. Culturellement cependant, les Lyngam ont de nombreux points communs avec les Garos et non les autres tribus Khasi, et les mariages intercommunautaires entre Lyngams et Garos sont nombreux.

## Statut

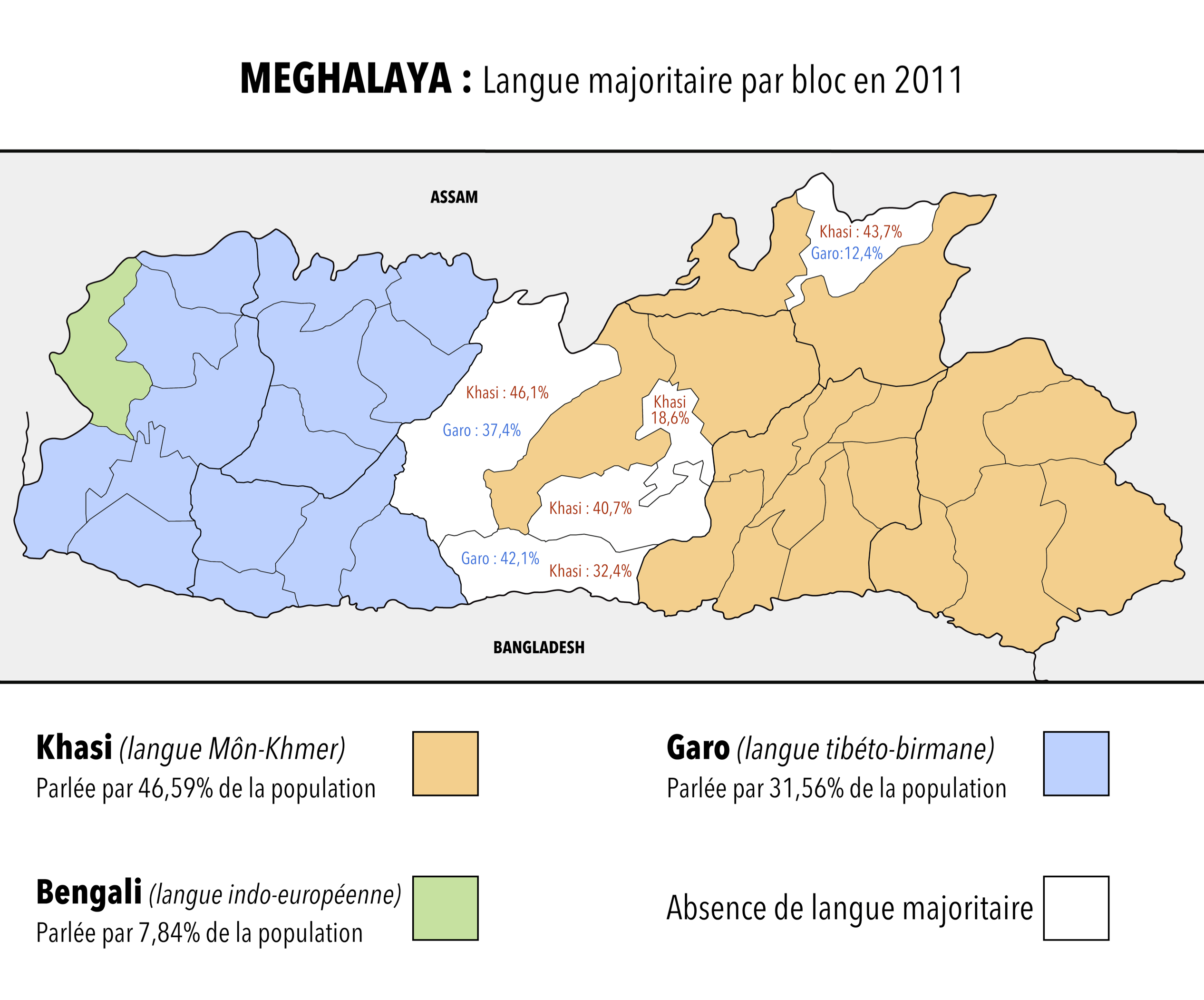
Meghalaya : langue majoritaire par bloc lors du recensement de 2011.

La langue est officiellement reconnue dans l’État indien du Meghalaya.
Le Department of Garo, le seul de ce type dans le monde, a été établi à la suite d'une demande populaire en 1996 sous l’égide de l’Université de North Eastern Hill. Ce département a documenté des enregistrements sonores et vidéo d’extraits de la poésie épique a·chick (garo), dont « Katta Agana » et la légende de « Dikki et Bandi », quelques contes et chants populaires et de la poésie orale traditionnelle. Certains dialectes du garo comme l’atong et le dual sont parlés à la fois en Inde et au Bangladesh.

## Écriture
| A a | E e | I i | Ɨ ɨ | O o | U u |

| B b | CH ch | D d | G g | H h | J j | K k | L l | M m |
| N n | NG ng | P p | R r | S s | T t | W w | ·   |     |